# Brienzské jezero
Brienzské jezero (německy Brienzersee, francouzsky Lac de Brienz, italsky Lago di Brienz) je jezero v Bernských Alpách v kantonu Bern ve Švýcarsku.

## Geografie
Jezerem protéká řeka Aara. Do jezera se vlévá také řada menších potoků. Za zmínku stojí vodopády Giessbach, jejichž voda klesá do Brienzského jezera ve čtrnácti stupních. Jezero je dlouhé 14 km a široké 2,8 km. Jeho plocha činí 29,8 km² a maximální hloubka 260 metrů. Objem vody činí přibližně 5,2 km³. Při normálním stavu vody je hladina jezera v nadmořské výšce 564 m. Povodí má rozlohu 1127 km².
Jediný malý ostrov jezera, Schnäggeninseli („šnečí ostrov“) o rozloze 1653 m², leží 250 metrů od Iseltwaldu. Patří obci Iseltwald a nachází se na něm kaple a místo pro grilování.
Na severním břehu jezera leží stejnojmenná obec Brienz. Na jeho jihozápadním konci, sevřeném mezi Thunským a Brienzským jezerem, leží oblast zvaná Bödeli s obcemi Interlaken, Matten, Unterseen a Bönigen. Na jihovýchodním břehu u Giessbachu se nachází Grandhotel Giessbach, který je vidět z jezera. Dalšími obcemi na severozápadním břehu jezera jsou od východu na západ Ebligen, Oberried, Niederried a Ringgenberg s vesnicí Goldswil.
Brienzské jezero je východní částí bývalého Wendelova jezera.

## Vodní režim
Přes jezero protéká řeka Aare, která jej spojuje s níže položeným Thunským jezerem. Dalším přítokem je Lütschine.

## Využití

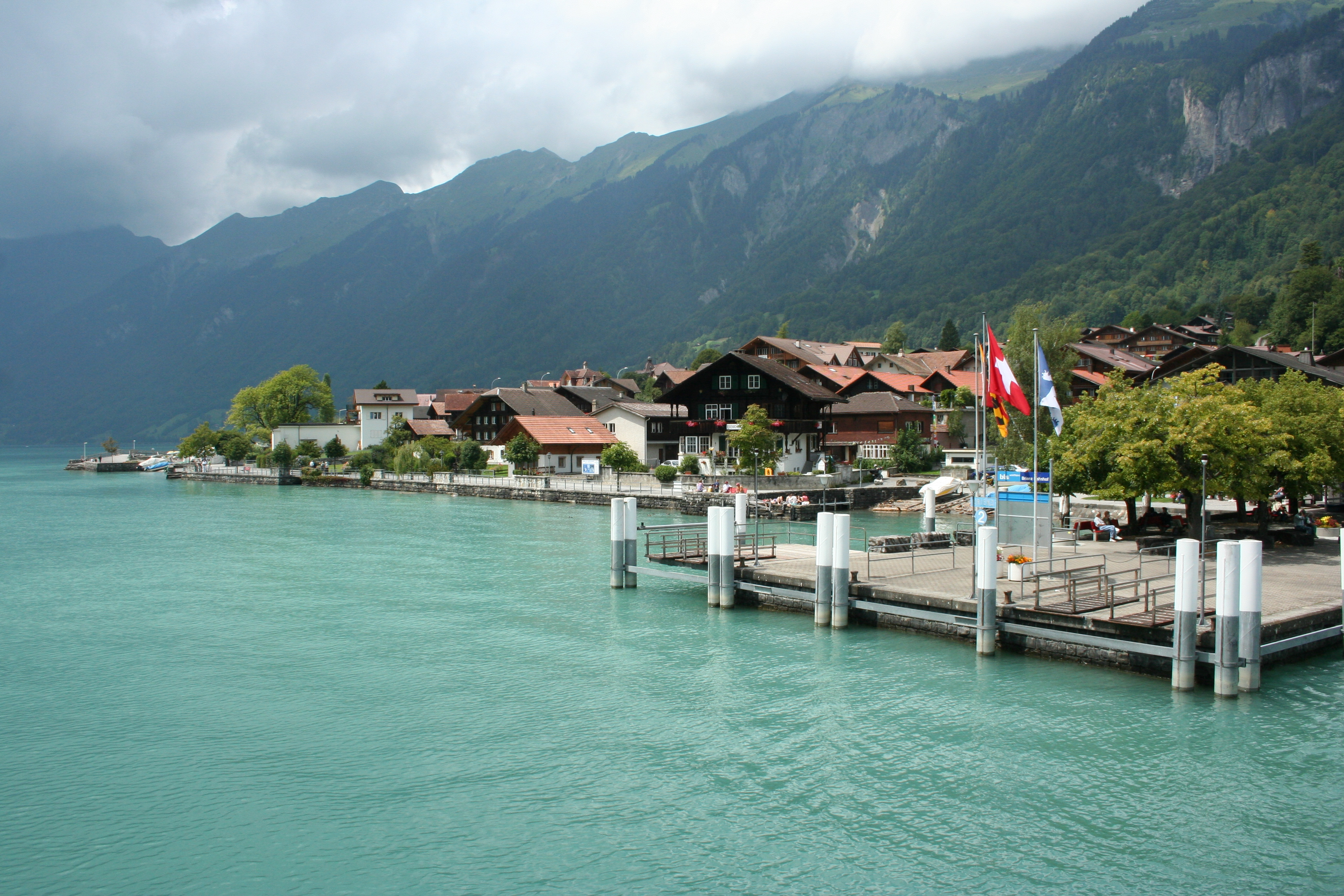
Přístaviště v Brienzu

### Rybolov
Nejvýznamnější lovenou rybou je okoun říční. Výlov v r. 2001 činil 10 078 kg.

### Doprava
Lodní doprava byla poprvé regulována bernskou správou v roce 1562. Až do dvacátého století byla díky topografii v oblasti převládajícím způsobem dopravy lodní doprava. V roce 1835 vyplul po nedalekém Thunském jezeře první parník. Hoteliér v Kienholzu pak pořídil malý parník pro Brienzské jezero; od roku 1839 byl přejmenován na „Giessbach“ a jezdil mezi Interlakenem a Brienzem se zastávkou v Giessbachu. Ve 21. století provozuje společnost BLS Schifffahrt flotilu pěti lodí, včetně pádlového parníku Lötschberg, postaveného v roce 1914, a lodi Lord Baden Powell švýcarského skautského hnutí, známé také jako Täggelibock.
Další možností je cestování vlakem podél severního břehu jezera společností Zentralbahn z Brienzu do Interlakenu nebo využití ozubnicové železnice Brienz Rothorn Bahn na vrchol Brienzer Rothorn.